# Într-un raft de bibliotecă
Într-un raft de bibliotecă este un film românesc din 1985 regizat de Paula Segall.